# Kleersturnhalle

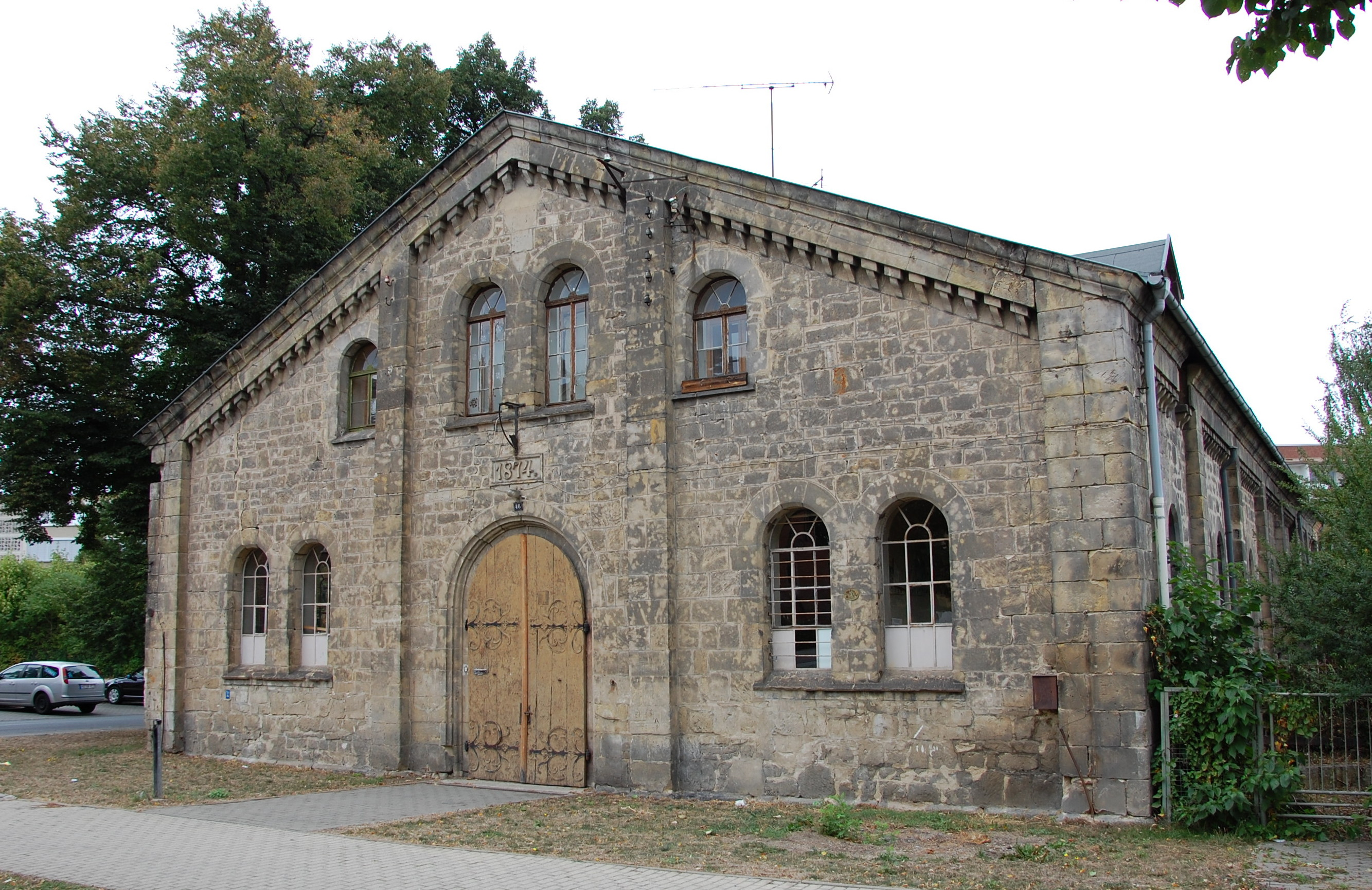
Kleersturnhalle, Südseite

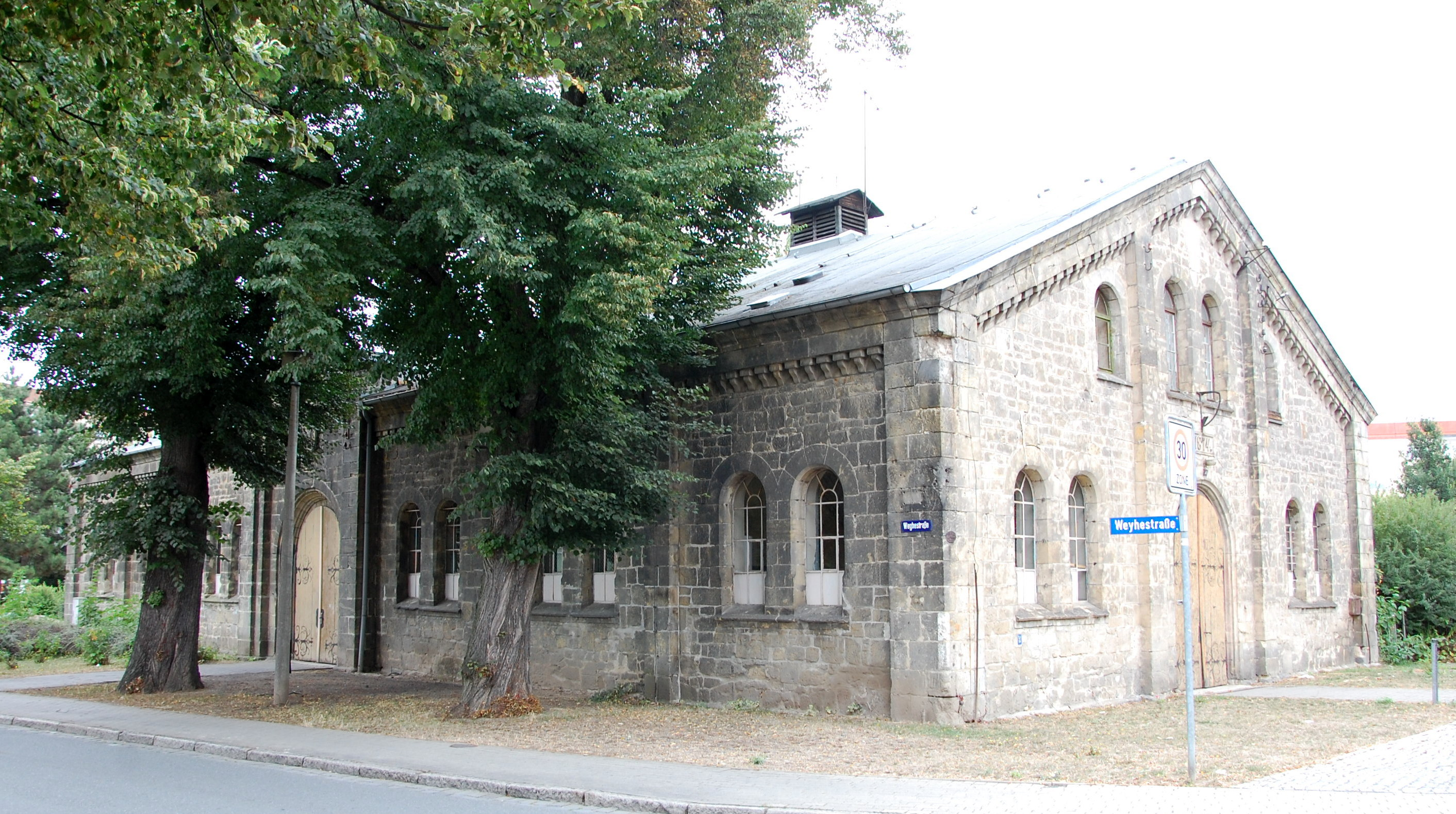
Blick von Südwesten

Die Kleersturnhalle ist eine denkmalgeschützte Turnhalle in der Stadt Quedlinburg in Sachsen-Anhalt.

## Lage
Sie befindet sich nördlich der historischen Quedlinburger Neustadt an der Einmündung der Weyhestraße auf die Kleersstraße an der Adresse Kleersstraße 46. Im Quedlinburger Denkmalverzeichnis ist sie als Reithalle eingetragen.

## Architektur und Geschichte
Der Bau der monumental wirkenden Halle erfolgte im Jahr 1874 als Reithalle für in Quedlinburg stationierte Kürassiere. Sie wurde freistehend aus Sandsteinquadern im Rundbogenstil errichtet. Oberhalb der repräsentativ gestalteten Portale befinden sich zum Teil Wappentafeln. Über dem südlichen Eingang steht die Jahreszahl 1874. Am 16. und 17. September 1899 diente die Halle als Ausstellungshalle für die erste Gartenbauausstellung in Quedlinburg. 1910 nahm man dann einen Umbau zur Turnhalle für Mädchen vor.
1944/45 waren 58 italienische Kriegsgefangene in der Halle untergebracht. Die Halle war damit eines der Außenlager des Konzentrationslagers Mittelbau-Dora. Die Bewachung erfolgte durch die SS. Die Gefangenen mussten an der Starkstromleitung Frose-Bleicherode arbeiten, wobei die Arbeiten im Januar und Februar 1945 wegen des strengen Winters ruhten und die Gefangenen zum Schneeräumen eingesetzt wurden. Als letzter Arbeitseinsatz erfolgte am 11. April 1945 die Beräumung von Trümmern eines Artillerieangriffs. Am 12. April setzten sich die SS-Mannschaften ab.